# Edward N. Zalta
Edward N. Zalta (1952) es un filósofo estadounidense, que trabaja como investigador en el Centro de Estudios e Investigación de la Lengua y la Información de la Universidad de Stanford. Sus intereses de investigación incluyen metafísica, epistemología, lógica, filosofía del lenguaje, lógica intensional, filosofía de las matemáticas y filosofía de la mente.
Posee un doctorado en filosofía de la Universidad de Massachusetts (Amherst). Ha sido profesor en Stanford, además de Rice, Salzburgo y de la Universidad de Auckland , y dado conferencias en muchas otras universidades en varios países. Zalta es el redactor jefe de la Stanford Encyclopedia of Philosophy.
La postura filosófica más notable de Zalta es la relativa a objetos abstractos. En consideración de Zalta, según algunos objetos (objetos concretos comunes que nos rodean, tales como mesas y sillas) ejemplifican características, mientras que algunos objetos abstractos (como los números, así como los objetos que algunos serían inexistentes, tales como un cuadrado redondo), sólo los "codifican". Características que expresan de objetos son conocidos convencionales métodos empíricos a través, mientras que las propiedades de los objetos conocidos por codificar ciertos simples axiomas a través del conjunto. Para cada conjunto de propiedades corresponde exactamente a un objeto, que codifica este conjunto de características exacta, y otros. Esta postura está relacionada con las ideas de Alexius Meinong y Ernst Mally.

## Obra

### Algunas publicaciones
Anderson, David J.; Zalta, Edward N. (2004). «Frege, Boolos, and Logical Objects». Journal of Philosophical Logic 33 (1): 1-26.
Zalta, Edward N. (1983). Abstract Objects: An Introduction to Axiomatic Metaphysics. Synthese Library 160. Dordrecht, Netherlands: D. Reidel Publishing Company. ISBN 978-90-277-1474-9.